# Трощило, Павел Павлович
Па́вел Па́влович Трощи́ло (29 октября 1959, Оснежицы, Брестская область — 26 мая 2013, Брест) — советский белорусский легкоатлет, специалист по бегу на средние дистанции. Выступал на всесоюзном уровне в конце 1970-х — начале 1980-х годов, обладатель бронзовой медали Всемирной Универсиады, чемпион Спартакиады народов СССР, двукратный чемпион СССР, действующий рекордсмен Белоруссии в эстафете 4 × 800 метров. Представлял Минск и спортивное общество «Урожай». Мастер спорта СССР. Преподаватель БНТУ. Заслуженный тренер Республики Беларусь.

## Биография
Павел Трощило родился 29 октября 1959 года в деревне Оснежицы Пинского района Брестской области Белорусской ССР.
Занимался лёгкой атлетикой в Минске, выступал за добровольное спортивное общество «Урожай».
Первого серьёзного успеха на всесоюзном уровне добился в сезоне 1978 года, когда на чемпионате СССР в Тбилиси с белорусской командой выиграл бронзовую медаль в зачёте эстафеты 4 × 800 метров.
В 1979 году на чемпионате страны в рамках VII летней Спартакиады народов СССР в Москве вместе с партнёрами по белорусской сборной Михаилом Старовойтовым, Владимиром Подоляко и Николаем Кировым превзошёл всех соперников в эстафете 4 × 800 метров и установил ныне действующий рекорд Белоруссии в данной дисциплине — 7:11.1.
В 1980 году в беге на 800 метров занял седьмое место на Мемориале братьев Знаменских в Москве.
В 1981 году одержал победу в эстафете 4 × 800 метров на чемпионате СССР в Москве. Будучи студентом, представлял Советский Союз на Всемирной Универсиаде в Бухаресте, где завоевал бронзовую награду в программе 800 метров.
В 1982 году получил серебро в дисциплине 800 метров на зимнем чемпионате СССР в Москве, тогда как в дисциплине 1500 метров на всесоюзных соревнованиях в Подольске установил свой личный рекорд — 3:41.28.
В 1983 году на чемпионате страны в рамках VIII летней Спартакиады народов СССР в Москве в беге на 800 метров с личным рекордом 1:46.49 финишировал четвёртым.
Окончил Белорусский государственный институт физической культуры (1992).
После завершения спортивной карьеры занимался тренерской деятельностью, в течение многих лет тренировал легкоатлетическую команду Белорусского национального технического университета, где также являлся доцентом кафедры физического воспитания. Подготовил ряд титулованных спортсменов международного класса, в частности среди его воспитанников Марина Арзамасова (Котович) и Анатолий Макаревич. За выдающиеся достижения на тренерском поприще удостоен почётного звания «Заслуженный тренер Республики Беларусь».
Принимал участие в соревнованиях по лёгкой атлетике в качестве судьи. Судья национальной категории.
Умер 26 мая 2013 года в Бресте в возрасте 53 лет.